# Ezzouhour (Sussa)
Ezzouhour (àrab: الزهور, az-Zuhūr) és una ciutat de Tunísia situada a l'oest de Sussa, de la qual actua com a suburbi. Adscrita administrativament a la governació de Sussa, és un municipi amb 17.348 habitants l'any 2014. Originalment era un nucli de «poblament espontani» aparegut arran de l'èxode rural des de les governacions de Sussa i Kairuan. Amb el temps s'ha anat consolidant i ha acabat integrant-se com a complex residencial a l'àrea urbana de Sussa.

## Administració
És el centre de la municipalitat o baladiyya homònima, amb codi geogràfic 31 13 (ISO 3166-2:TN-12).
Al mateix temps, forma un sector o imada (31 52 54), dins de la delegació o mutamadiyya de Sousse Riadh (31 52).